# Gary Sprake
Gary Sprake, född 3 april 1945 i Swansea, död 18 oktober 2016, var en walesisk professionell fotbollsspelare. Sprake var under 12 år framgångsrik målvakt i Leeds United och blev känd som en av hörnpelarna i det Leedslag som dominerade engelsk fotboll under Don Revies ledning på 1960-talet och början av 1970-talet innan han flyttade till Birmingham 1973. Han spelade dessutom 37 matcher i walesiska landslaget. 
Sprake blev mer känd för ett par uppmärksammade misstag som ledde till insläppta mål än som den duktiga målvakt han onekligen var. Hans meriter talar dock ett tydligt språk, han var förstemålvakt under mer än 10 år i engelsk fotbolls dominerande lag, Leeds United, under en period då laget enbart bestod av landslagsmän. 
Med Leeds vann han samtliga inhemska mästerskap samt dessutom två europeiska cupturneringar.

## Klubbkarriär

### Leeds United

#### Debuten och etableringen i Leeds
Sprake började i Leeds United 1961 som en ung fotbollslärling, och gjorde en dramatisk sista-minuten debut den 17 mars 1962 borta mot Southampton (förlust med 1-4), när Leeds ordinarie målvakt hastigt insjuknat med magproblem under matchdagen. Laget kallade in Sprake som fortfarande var kvar i Leeds och klubben blev tvungen att chartra ett plan för att han skulle hinna fram till matchen i tid, avsparken fördröjdes något så att den blott 16-årige Sprake skulle hinna till arenan, byta om samt värma upp.
Säsongen därpå hade Sprake tagit en ordinarie plats i laget och var given förstamålvakt i laget som vann division 2 säsongen 1963/64 samt när laget jagade både ligatiteln och FA-cupen säsongen därefter. Sprake spelade alla matcher utom en säsongen 1964/1965, men Leeds blev utan någon trofé, då de förlorade ligatiteln i sista omgången på sämre målskillnad till Manchester United och förlorade FA-cupfinalen 1965 mot Liverpool med uddamålet efter förlängning. Sprake gjorde en riktig stormatch i FA-cupfinalen och var en av Leeds bästa spelare då han med ett flertal kvalificerade räddningar höll ett pressat Leeds kvar i matchen ända fram till slutsignalen.  

#### Misstaget som kom att förfölja
Det första av Sprakes två ökända missar inträffade 9 december 1967 när Leeds spelade en ligamatch borta mot Liverpool på Anfield. Sprake fick bollen efter en bakåtpassning och försökte starta ett anfall genom att kasta ut bollen till Terry Cooper på vänsterkanten, men försökte i sista sekunden ändra sig då han såg att Liverpools ytter Ian Callaghan var på väg att täcka bollbanan. Olyckligtvis så kunde han inte helt stoppa kaströrelsen utan bollen gled ur handen i en bana över hans axel och in i eget mål. I halvtidspausen spelades låten Careless Hands (ungefär Slarviga händer), en låt av Des O'Connor, med referens till Sprakes misstag, och under andra halvlek sjöng Liverpools hemmaklack ”the Kop” sången upprepade gånger för Sprake. Som ett resultat så tråkades han därefter med smeknamnet "Careless Hands" av bortalagets supportrar, speciellt av Liverpools, under sin resterande karriär i Leeds.

#### Första trofén
Under samma säsong höll Sprake nollan när Leeds slog Arsenal i Engelska ligacupfinalen 1968, gjorde dessutom en fantastisk match borta mot ungerska Ferencváros i Mässcupfinalen 1968 där han återigen höll nollan, räddade ett hårt ansatt Leeds från förlust och därmed vann klubben sin första trofé.
Sprake var dessutom ordinarie i det Leedslag som vann ligamästerskapet 1968/69.
Säsongen därpå 1969/70, jagade Sprake och Leeds den ouppnåeliga trippeln, det vill säga att vinna ligan, FA-cupen och Europacupen under samma säsong, vilket inget engelskt lag mäktat med dessförinnan, men laget lyckades inte vinna någon.
Everton blev för svåra i ligan och Leeds fick nöja sig med andraplatsen, Celtic FC besegrade dem i semifinalen av Europacupen och Leeds förlorade FA-cupfinalen mot Chelsea efter omspel.
I 1970 kom ett andra misstag av Sprake, Leeds spelade mot Chelsea och tog tidigt ledningen genom Jack Charlton. Chelsea jagade en kvittering när mittfältaren Peter Houseman sköt ett skott strax före pausen som inte var speciellt hårt eller svårfångat. Sprake såg ut att täcka skottet väl och gick ned för att fånga bollen men bollen studsade inte som den borde utan gled under honom och rullade in i mål. En starkt bidragande orsak till felstudsen och Sprakes misstag var den dåliga spelplanen på Wembley, då arrangörerna hade haft en ryttartävling Horse of the Year Show som i det närmaste förstört spelplanen ett par dagar innan matchen. Gräset bestod mest av hårda tuvor och större delen av planen var täckt med sand.
Andra halvlek dominerade Leeds och när Mick Jones gav Leeds ledningen på nytt 6 minuter före slutsignalen trodde de flesta att matchen var avgjord men Chelsea lyckades återigen kvittera, matchen slutade oavgjort och därmed krävdes omspel. Sprake skadade knät strax innan omspelet och hans ersättare David Harvey kunde inte hindra Chelsea från att vinna en tuff omspelmatch med 2-1, trots att Leeds återigen hade tagit ledningen. Tillsammans med incidenten på Anfield har Sprake främst blivit ihågkommen för sitt misstag på Wembley, istället för sin långa och gedigna karriär som förstamålvakt i Leeds under en period då han ansågs vara en av ligans absolut bästa målvakter.

#### Slutet i Leeds och flytten till Birmingham
Sprake var fortfarande lagets förstemålvakt under de två följande säsongerna men ersattes av Harvey under säsongens avslutning i båda, inklusive 1972. Sprake tittade på från sidlinjen när Leeds besegrade Arsenal med 1-0 i finalen 1972 genom ett mål av Allan Clarke och en strålande match av Harvey i mål. Under samma säsong så kritiserade Sprake öppet Revie för sättet han blev behandlad och därmed skapades sprickan som försämrade hans relation med manager, lagkamrater och supportrar avsevärt. Han spelade enbart en match under säsongen 1972/73, missade två cupfinaler och flyttade slutligen till Birmingham City för £100 000 för att få chansen att spela regelbunden ligafotboll och därmed kunna behålla sin plats i walesiska landslaget.
Sprake spelade 508 matcher för Leeds, 200 av dessa utan att släppa in något mål, storspelade i ett antal avgörande matcher men är främst ihågkommen för sina två misstag och en kontrovers.

### Birmingham FC
Sprakes karriär i Birmingham blev inte vad han hade hoppats. På grund av en ryggskada, som slutligen ledde till att han måste ge upp sin spelarkarriär, kunde han inte ta en ordinarie plats och spelade enbart 16 ligamatcher för klubben under sina tre år. 

## Landslagskarriär
Sprake spelade 37 landskamper för Wales mellan 1963 och 1975, han debuterade den 20 november 1963 mot Skottland blott 18 år gammal. Han spelade dessutom 5 matcher för Wales U23.

## Efter fotbollen
En ryggskada tvingade Sprake att sluta med fotbollen vid 30 års ålder, ett resultat av en livshotande blodpropp i ryggen vilket tvingade honom att göra en ryggradoperation. Hans allvarliga ryggproblem misstänks bero på de många kortisoninjektioner han regelbundet fick tidigt i karriären med Leeds. Sedan han slutat med fotbollen har han genomgått ytterligare sju operationer för ryggbesvären. Han höll därefter en låg profil och återvände till sina gamla hemtrakter i Wales. När han i Daily Mirror 1978 bekräftade tidningens uppgifter om försök av Leeds före detta manager Don Revie och lagkaptenen Billy Bremner att "fixa" uppgjorda matcher, blev han en nagel i ögat på de forna lagkamraterna i Leeds som alla var väldigt beskyddande av sin manager och sitt lags anseende. På grund av detta är Sprake den ende kvarvarande medlemmen av Leeds laget från Revie-eran som avvisades från klubben och som inte blir inbjuden till sammankomster, begravningar eller liknande. Efter ha slutat med fotbollen jobbade Sprake ett kort tag som säljsrepresentant för sportutrustning innan han bytte karriär till träningsofficer i Solihull, ett jobb som han hade under 21 års tid fram till pensionen 1997. Hans självbiografi, Careless Hands: The Forgotten Truth of Gary Sprake (Tim Johnson & Stuart Sprake), publicerades 2006. 
I november 2009 fick Sprake mottaga en utmärkelse från Walesiska fotbollsförbundet för sina insatser för walesisk fotboll under 1960- och 1970-talet. Sprake avled 18 oktober 2016.

## Meriter - mästerskap och titlar
Sprakes meriter i form av vunna troféer och medaljer, samtliga vunna under hans tid i Leeds
| Mästerskap              | Antal titlar | Säsong/Årtal                                                           |
| ----------------------- | ------------ | ---------------------------------------------------------------------- |
| Ligamästare             | 1            | 1968/1969 (ligatvåa 1964/1965, 1965/66, 1969/70, 1970/1971, 1971/1972) |
| Ligamästare division 2  | 1            | 1963/1964                                                              |
| FA-cupmästare           | 1            | 1972 (finalist 1965, 1970)                                             |
| Ligacupmästare          | 1            | 1968                                                                   |
| Mässcup-mästare         | 2            | 1968, 1971 (finalist 1967)                                             |
| Charity Shields-mästare | 1            | 1969                                                                   |

## Match- och målstatistik
Sprakes karriär i form av spelade matcher och mål
| Klubb statistik         | Klubb statistik         | Klubb statistik         | Liga  | Liga | Cup    | Cup    | Ligacup | Ligacup | Öv cup         | Öv cup         | Europeisk cup | Europeisk cup | Europeisk cup | Europeisk cup | Europeisk cup | Europeisk cup | Totalt | Totalt |
| England                 | England                 | England                 | Liga  | Liga | FA cup | FA cup | Ligacup | Ligacup | Charity Shield | Charity Shield | Europacupen   | Europacupen   | Cupvinnar     | Cupvinnar     | UEFA          | UEFA          | Totalt | Totalt |
| Säsong                  | Klubb                   | Liga                    | Match | Mål  | Match  | Mål    | Match   | Mål     | Match          | Mål            | Match         | Mål           | Match         | Mål           | Match         | Mål           | Match  | Mål    |
| ----------------------- | ----------------------- | ----------------------- | ----- | ---- | ------ | ------ | ------- | ------- | -------------- | -------------- | ------------- | ------------- | ------------- | ------------- | ------------- | ------------- | ------ | ------ |
| 1961/62                 | Leeds United            | Division 2              | 1     | 0    | 0      | 0      | 0       | 0       | -              | -              | -             | -             | -             | -             | -             | -             | 1      | 0      |
| 1962/63                 | Leeds United            | Division 2              | 33    | 0    | 3      | 0      | 2       | 0       | -              | -              | -             | -             | -             | -             | -             | -             | 38     | 0      |
| 1963/64                 | Leeds United            | Division 2              | 41    | 0    | 3      | 0      | 3       | 0       | -              | -              | -             | -             | -             | -             | -             | -             | 47     | 0      |
| 1964/65                 | Leeds United            | Division 1              | 41    | 0    | 8      | 0      | 0       | 0       | -              | -              | -             | -             | -             | -             | -             | -             | 49     | 0      |
| 1965/66                 | Leeds United            | Division 1              | 40    | 0    | 1      | 0      | 1       | 0       | -              | -              | -             | -             | -             | -             | 11            | 0             | 53     | 0      |
| 1966/67                 | Leeds United            | Division 1              | 39    | 0    | 7      | 0      | 2       | 0       | -              | -              | -             | -             | -             | -             | 10            | 0             | 58     | 0      |
| 1967/68                 | Leeds United            | Division 1              | 36    | 0    | 5      | 0      | 7       | 0       | -              | -              | -             | -             | -             | -             | 8             | 0             | 56     | 0      |
| 1968/69                 | Leeds United            | Division 1              | 42    | 0    | 2      | 0      | 3       | 0       | -              | -              | -             | -             | -             | -             | 8             | 0             | 55     | 0      |
| 1969/70                 | Leeds United            | Division 1              | 37    | 0    | 7      | 0      | 1       | 0       | 1              | 0              | 8             | 0             | -             | -             | -             | -             | 54     | 0      |
| 1970/71                 | Leeds United            | Division 1              | 35    | 0    | 4      | 0      | 1       | 0       | -              | -              | -             | -             | -             | -             | 10            | 0             | 50     | 0      |
| 1971/72                 | Leeds United            | Division 1              | 35    | 0    | 5      | 0      | 2       | 0       | -              | -              | -             | -             | -             | -             | 3             | 0             | 45     | 0      |
| 1972/73                 | Leeds United            | Division 1              | 1     | 0    | 0      | 0      | 0       | 0       | -              | -              | -             | -             | 0             | 0             | -             | -             | 1      | 0      |
| Totalt, Leeds United    | Totalt, Leeds United    | Totalt, Leeds United    | 381   | 0    | 45     | 0      | 22      | 0       | 1              | 0              | 8             | 0             | 0             | 0             | 50            | 0             | 507    | 0      |
| 1972/73                 | Birmingham              | Division 1              |       | 0    |        | 0      |         | 0       | -              | -              | -             | -             | -             | -             | -             | -             |        | 0      |
| 1974/75                 | Birmingham              | Division 1              |       | 0    |        | 0      |         | 0       | -              | -              | -             | -             | -             | -             | -             | -             |        | 0      |
| 1975/76                 | Birmingham              | Division 1              |       | 0    |        | 0      |         | 0       | -              | -              | -             | -             | -             | -             | -             | -             |        | 0      |
| Totalt, Birmingham City | Totalt, Birmingham City | Totalt, Birmingham City | 16    | 0    | xx     | 0      | xx      | 0       | 0              | 0              | 0             | 0             | 0             | 0             | 0             | 0             | 24     | 0      |
| Totalt, samtliga lag    | Totalt, samtliga lag    | Totalt, samtliga lag    | 397   | 0    | xx     | 0      | xx      | 0       | 1              | 0              | 8             | 0             | 0             | 0             | 50            | 0             | 531    | 0      |